# ایتسشتدت
ایتسشتدت (به آلمانی: Itzstedt) یک شهر در آلمان است که در زگه‌برگ واقع شده‌است. ایتسشتدت ۲٬۲۳۰ نفر جمعیت‌دارد.

## خواهرخوانده
شهر دهستان آهیا خواهرخواندهٔ ایتسشتدت هست.